# Cecilia Delgado Grijalva
Cecilia Delgado Grijalva es una activista social nacida en Hermosillo, Sonora. Es la fundadora de Buscadoras por la paz.

## Trayectoria
A partir del 2 de diciembre de 2018, cuando su hijo, Jesús Ramón Martínez de 34 años, desapareció en Hermosillo Sonora. El día de su desaparición, llegaron 2 policías a su trabajo, lo subieron a una camioneta y se fueron.
A partir de ese momento, emprendió una búsqueda constante con la esperanza de volverlo a encontrar. Primero se consultó el caso con la policía estatal, aunque ellos jamás aportaron al caso. Fueron revisados distintos establecimientos públicos y privados, así como fosas clandestinas. Fue así como 2 años después de este evento, Cecilia halló el cuerpo sin vida de su hijo en estos lugares, tras haber cavado ella misma la fosa. Su hijo se enterró el 8 de diciembre del 2020. Durante la búsqueda de su hijo, se unió a distintos colectivos que se adentraban a las fosas clandestinas para encontrar a víctimas de una situación similar, para tiempo después fundar su propio colectivo.

## Buscadoras por la Paz
Este colectivo surge con el objetivo de ayudar a encontrar los seres queridos de aquellas personas que han pasado por la misma situación de desaparición forzada de Cecilia. En este caso, son los mismos familiares quienes colaboran y conforman este colectivo. Los paraderos de los restos son ubicados a partir de una llamada telefónica que alguien anónimamente realiza. Seguido de esto, los miembros de Buscadoras por la paz van al lugar con las herramientas de excavación necesarias para la tarea y comienzan a buscar durante kilómetros de distancia, esto a pesar de encontrarse la mayoría de las veces en unas condiciones climáticas extremas, llegando a superar los 50°. Si un cuerpo llega a ser encontrado, se les entrega a los familiares y se les proporciona un entierro digno. Hasta la fecha del 4 de marzo del 2021, Cecilia confirma haber encontrado y regresado 194 cuerpos con sus familiares.
Durante la búsqueda de la justicia, recibió amenazas en su contra para detener su protesta y detener muchos casos más de injusticia que involucraban a terceros afectados, por este motivo detuvo su búsqueda. La Secretaría de Gobernación del Estado Mexicano decretó las medidas de seguridad personal y las labores de su búsqueda de personas desaparecidas.

## Premios
En 2021, Cecilia Delgado ganó el concurso de 10 hermosillenses más populares, concurso realizado en el 7.º aniversario del periódico de Hermosillo, “El Sol de Hermosillo”.